# Austrelatus yeretuar
Austrelatus yeretuar (лат.) — вид жуков-плавунцов рода Austrelatus из подсемейства Copelatinae (Dytiscidae). Новая Гвинея.

## Распространение
Встречается на острове Новая Гвинея (вид распространён в индонезийской провинции Папуа, Nabire Regency, Yeretuar, на высоте 10 м над уровнем моря).

## Описание
Мелкие жуки-плавунцы, длина около 5 мм (4,8—5,5) мм. Тело и с пестрыми надкрыльями и переднеспинкой и желтовато-красными головой, боками переднеспинки и базальной полосой надкрылий. Представителей можно отличить от близких видов по следующей комбинации признаков: относительно более мелкие размеры, в гениталиях самца срединная доля тонкая, ее вершина отчетливо сужена в левом боковом поле, а поверхность её левой дорсальной доли с крошечными спинулами, расположенными группами на чешуевидных структурах; надкрылья с отчетливой желтовато-красной базальной полосой; надкрылья с 11+1 бороздками.